# ISO/IEC 8859-9
ISO/IEC 8859-9:1999(Information technology — 8-bit single-byte coded graphic character sets — Part 9: Latin alphabet No. 5)은 ASCII 기반 표준 문자 인코딩의 ISO/IEC 8859 시리즈의 일부로, 1989년 첫 에디션이 출판되었다. 비공식적으로 Latin-5 또는 Turkish로 호칭된다. 튀르키예어를 지원하기 위해 설계되었으며 ISO/IEC 8859-3 인코딩보다 더 많이 사용되록 디자인되었다. 다음의 아이슬란드어 문자 6개를 터키어 알파벳에 고유한 문자로 대체한 것을 제외하고는 ISO/IEC 8859-1과 동일하다:
| 위치   | 0xD0 | 0xDD | 0xDE | 0xF0 | 0xFD | 0xFE |
| 8859-9 | Ğ    | İ    | Ş    | ğ    | ı    | ş    |
| 8859-1 | Ð    | Ý    | Þ    | ð    | ý    | þ    |

## 같이 보기
- 유니코드
- UTF-8